# Cidemo

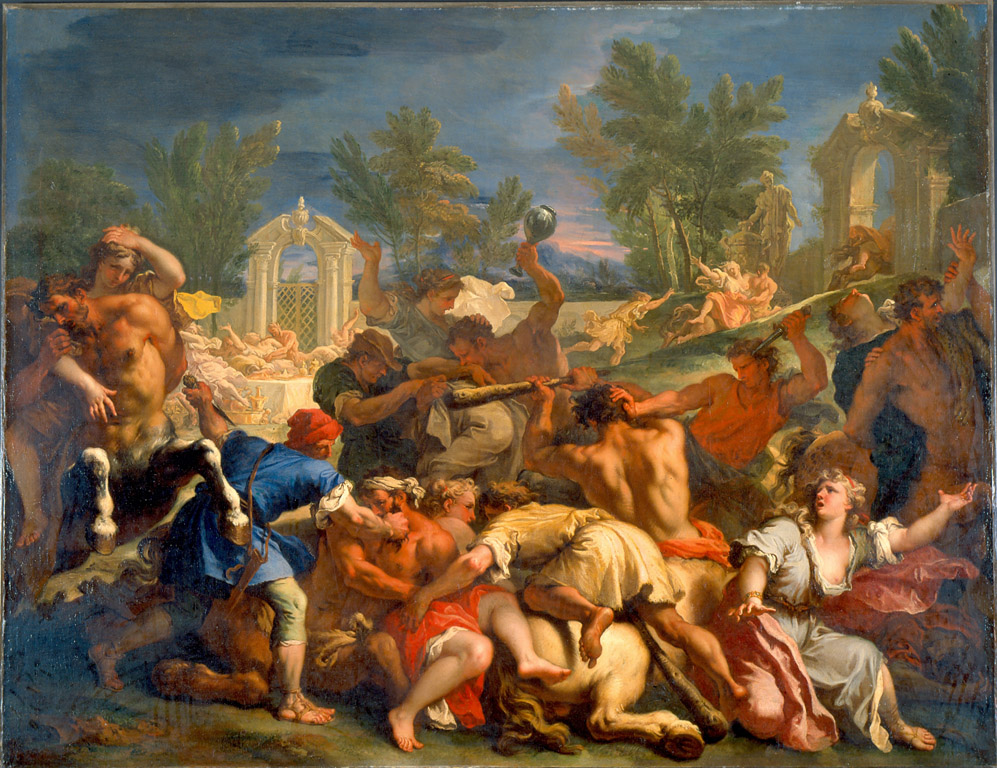
La Batalla de los Lápitas y los Centauros (Sebastiano Ricci, 1705), pintura en la que se muestra la confusión en la batalla.

En la mitología griega Cidemo o Cidoimos (en griego Κυδοιμός, Kydoimós) era la personificación masculina del tumulto, la confusión, el griterío y el estrépito en las batallas.  
Aristófanes, en una de sus comedias, lo describe portando un enorme mazo y visitando a la Guerra (Pólemo), que acababa de enterrar a la Paz (Irene). En la Suda se dice que Fobos, Deimos y Cidoimos son asistentes e hijos de Ares.
 

Era descrito en el escudo de Aquiles: 
«Allí intervenían la Disputa (Eris) y el Tumulto (Cidemo), y la funesta Parca (Ker), que sujetaba a un recién herido vivo y a otro no herido, arrastraba de los pies a otro muerto en medio de la turba y llevaba a hombros un vestido enrojecido de sangre humana». 
También fue representado en el escudo de Heracles:
«Allí estaban labradas la Persecución (Proioxis) y el Contraataque (Palioxis). Allí también ardían el Tumulto (Homados), el Horror (Fobos) y la Masacre (Androctasía). Allí se arrojaban Eris y el Desorden (Cidoimos); y allí la funesta Ker, con un guerrero vivo».
Quinto de Esmirna lo describe en dos ocasiones. Primero como:
«Pues el terrible Tumulto (Cidemo) daba vueltas en medio de los ejércitos; cerca de él se hallaba el funesto fin que trae consigo Tánato; y a su alrededor deambulaban las perniciosas Keres acarreando esa luctuosa matanza».
Y después:
«A una batalla interminable se aplicaron; por allí rondaba el Tumulto (Cidemo) en el centro, acompañado de la cruel Matanza (Fonos)».